# Nematoida
Nematoida este o cladă de animale, cuprinzând încrengăturile Nematoda și Nematomorpha.